# Pardosa occidentalis
Pardosa occidentalis är en spindelart som beskrevs av Simon 1881. Pardosa occidentalis ingår i släktet Pardosa och familjen vargspindlar. Inga underarter finns listade i Catalogue of Life.